# Kanton Ruynes-en-Margeride
Ruynes-en-Margeride is een voormalig kanton van het Franse departement Cantal. Het kanton maakte deel uit van het arrondissement Saint-Flour. Het kanton is opgeheven bij decreet van 13 februari 2014, met uitwerking op 22 maart 2015.

## Gemeenten
Het kanton Ruynes-en-Margeride omvatte de volgende gemeenten:
- Celoux
- Chaliers
- Chazelles
- Clavières
- Faverolles
- Lorcières
- Loubaresse
- Rageade
- Ruynes-en-Margeride (hoofdplaats)
- Saint-Just
- Saint-Marc
- Soulages
- Védrines-Saint-Loup